# Hemerocampa jalisca
Hemerocampa jalisca är en fjärilsart som beskrevs av William Schaus 1927. Hemerocampa jalisca ingår i släktet Hemerocampa och familjen tofsspinnare. Inga underarter finns listade i Catalogue of Life.